# Infernal Affairs: Piekielna gra II
Infernal Affairs: Piekielna gra II (oryg. Mou gaan dou II) – film z 2003 roku, w reżyserii Andrew Lau oraz Alana Maka.

## Obsada
- Anthony Wong jako inspektor Wong Chi-Shing
- Eric Tsang jako Hon Sam
- Edison Chen jako Lau Kin-Ming
- Shawn Yue jako Chan Wing-Yan
- Carina Lau jako Mary Hon
- Francis Ng jako Ngai Wing-Hau
- Hu Jun jako inspektor Luk
- Chapman To jako Tsui Wai-Keung
- Liu Kai-chi jako wujek John
- Roy Cheung jako Law Kai-Yin